# La Côté Feuillée
1. WEITERLEITUNG La Côte Feuillée